# Emanuel Jirka Propper
Emanuel Jirka Propper (* 12. Januar 1863 in Hospozín, Saazer Kreis, Königreich Böhmen; † 11. März 1933 in Biel, Kanton Biel) war ein Schweizer Architekt und Technikums-Lehrer.

## Leben und Werk
Propper erlangte 1884 die Maturität an der II. deutschen k. u. k. Staatsoberrealschule in Prag. Nach seinem Wehrdienst als Einjährig-Freiwilliger studierte er in Prag Architektur an der Deutsche Technische Hochschule Prag|Deutschen Technische Hochschule Prag, wo er 1891 die Zweite Staatsprüfung ablegte. Im Anschluss war er als Architekt für das Baubureau August Haag in Biel tätig. Er lehrte von 1893 bis 1928 am Technikum Biel als Hauptlehrer der Bauabteilung und war Mitglied in der kantonalbernischen Kunstaltertümer-Kommission.
Als Vorkämpfer des Schweizer Heimatschutzes leitete Propper u. a. die Restaurationen des Zunfthauses zu Waldleuten und der Stadtkirche Biel, der Blanche Eglise zu Neustadt, der Kirchen zu Büren an der Aare, und Rüti bei Büren, den Wiederaufbau der Altstadt von Erlach und die Rettung der in einer zugedeckten Kapelle in Pruntrut erhaltenen Fresken und ihrer Überführung in die dortige Hauptkirche. Zudem restaurierte er die Kollegialkirche in Saint-Ursanne und erhielt dafür von der Gemeinde Saint-Ursanne das Ehrenbürgerrecht.

## Schriften
- Heinrich Türler und Emanuel Jirka Propper: Das Bürgerhaus im Kanton Bern, II. Teil. Zürich 1922.